# Guerre de Succession d'Espagne
Pour les articles homonymes, voir Guerre de Succession et Succession d'Espagne.
 (novembre 2018).
Si vous disposez d'ouvrages ou d'articles de référence ou si vous connaissez des sites web de qualité traitant du thème abordé ici, merci de compléter l'article en donnant les références utiles à sa vérifiabilité et en les liant à la section « Notes et références ».
- bataille de Höchstädt (1704)
- bataille de Ramillies (1706)
- bataille d'Almansa (1707)
- bataille de Denain (1712)

Notes
400 000 à 700 000 morts au total
Batailles
Campagnes de Flandre et du Rhin
- Landau (1702)
- Friedlingen (1702)
- Kehl (1703)
- Ekeren (1703)
- Höchstädt (1703)
- Spire (1703)
- Schellenberg (Donauworth) (1704)
- Blenheim (1704)
- Landau (1704)
- Vieux-Brisach (1704)
- Eliksem (1705)
- Ramillies (1706)
- Stollhofen (1707)
- Cap Béveziers (1707)
- Cap Lizard (1707)
- Audenarde (1708)
- Wynendaele (1708)
- Lille (1708)
- Gand (1708)
- Malplaquet (1709)
- Douai (1710)
- Bouchain (1711)
- Denain (1712)
- Bouchain (1712)
- Douai (1712)
- Landau (1713)
- Fribourg (1713)

Campagnes d'Italie
- Carpi (1701)
- Chiari (1701)
- Crémone (1702)
- Luzzara (1702)
- Verceil (1704)
- Cassano (1705)
- Nice (1705-1706)
- Calcinato (1706)
- Turin (1706)
- Castiglione (1706)
- Toulon (1707)
- Gaeta (1707)
- Cesana (1708)
- Syracuse (1710)

Campagnes d'Espagne et de Portugal
- Cadix (1702)
- Vigo (navale 1702)
- Cap de la Roque (1703)
- Gibraltar (août 1704)
- Ceuta (1704) (es)
- Málaga (1704)
- Gibraltar (1704-1705)
- Marbella (1705)
- Montjuïc (1705)
- Barcelone (1705)
- Badajoz (1705)
- Barcelone (1706)
- Murcie (1706) (es)
- El Albujón (1706) (es)
- Santa Cruz de Ténérife (1706) (en)
- Almansa (1707)
- Xàtiva (1707)
- Ciudad Rodrigo (1707) (en)
- Lérida (1707)
- Tortosa (1708)
- Minorque (1708)
- Gudiña (1709)
- Almenar (1710)
- Saragosse (1710)
- Brihuega (1710)
- Villaviciosa (1710)
- Barcelone (1713-1714)

Campagnes de Hongrie
- Saint-Gotthard (1703) (en)
- Biskupice (1704) (en)
- Smolenice (1704) (en)
- Koroncó (1704) (en)
- Zsibó (1705) (en)
- Saint-Gotthard (1705) (en)
- Trenčín (1708) (en)

Antilles et Amérique du sud
- Santa Marta (1702)
- Guadeloupe (1703)
- Nassau (1703)
- Colonia del Sacramento (1704)
- Carthagène (1708)
- Rio (1710)
- Carthagène (1711)
- Rio (1711)
- Cassard (1712)

La guerre de Succession d'Espagne est un conflit ayant opposé plusieurs puissances européennes de 1701 à 1714, et dont l'enjeu était, à la suite de la mort sans descendance du dernier Habsbourg espagnol, Charles II, la succession au trône d'Espagne et, à travers elle, la domination en Europe. Dernière grande guerre de Louis XIV, elle permit à la France d'installer un monarque français à Madrid : Philippe V (deuxième fils du Dauphin et petit-fils de Louis XIV), mais avec un pouvoir réduit et un renoncement théoriquement définitif, pour lui et pour sa descendance, au trône de France. Ces conditions ne permettaient pas une union aussi étroite que celle espérée par Louis XIV, mais donnèrent néanmoins naissance à la dynastie des Bourbons d'Espagne, qui règne toujours sur ce pays trois siècles plus tard.

## La succession d'Espagne
La question de la succession d'Espagne se pose depuis 1665 en raison de l'état de santé du roi d'Espagne Charles II de Habsbourg (épileptique, hérédosyphilitique, stérile). Le 1er novembre 1700, Charles II meurt sans descendance. Les deux principales familles régnantes d'Europe occidentale continentale, celle de France (Bourbon) et celle d'Autriche (Habsbourg), toutes deux très apparentées à Charles II, revendiquent alors le trône.
Les Habsbourg d'Autriche, branche cadette de la maison d'Espagne régnant sur le Saint-Empire romain germanique et l'archiduché d'Autriche, estiment que cet héritage doit revenir à l'un des leurs, entre autres parce que l'empereur Léopold Ier était l'oncle du roi d'Espagne. Il souhaite donc que ce soit Charles, son second fils, qui hérite.
D'autre part, les Bourbons estimaient aussi avoir des droits sur le trône. Louis XIV est par sa mère le petit-fils de l'ancien roi espagnol Philippe III et a été marié à Marie-Thérèse d'Autriche, fille aînée de Philippe IV d'Espagne. La loi salique n'existait pas en Espagne et une femme pouvait ainsi hériter. Le contrat de son mariage avec Louis stipulait le versement d'une dot de 500 000 écus à la France, pour prix du renoncement de l'archiduchesse à ses droits sur les couronnes espagnoles. Le versement n'ayant jamais été honoré, Louis XIV considérait caduque la clause de renonciation. Comme Marie-Thérèse est décédée depuis 1683, ce serait donc son fils aîné, Louis de France, qui pourrait prétendre au trône.

### Les attitudes des principales puissances européennes
La santé de Charles II ne tient qu'à un fil ; les autres puissances européennes en sont bien conscientes et cherchent à se partager son royaume après sa mort. Au contraire, Charles II tient absolument à ce que le royaume espagnol conserve son intégrité territoriale. Le premier testament de Charles en 1697 désigne le petit-fils de Léopold Ier, Joseph-Ferdinand de Bavière, comme héritier d'un territoire non divisible, mais ce dernier meurt une année plus tard.
En coulisse, la France, l'Angleterre et les Provinces-Unies des Pays-Bas signent des ententes qui prévoient le partage entre divers héritiers : le traité de La Haye (1698) — rendu caduc par la mort de Joseph-Ferdinand de Bavière, un des héritiers qu'il désignait — puis le traité de Londres (en) (1700) qui remplace principalement Joseph-Ferdinand par l'archiduc Charles. Cette entente assignait principalement :
- à l'archiduc Charles, l'essentiel des possessions espagnoles, c'est-à-dire l'Espagne, ses colonies, les Pays-Bas espagnols, la Sardaigne et autres ;
- au Dauphin de France, les Deux-Siciles, les Présides de Toscane et les îles avoisinantes, le Guipuscoa, et le duché de Lorraine (dont le souverain devait être dédommagé par la cession de celui de Milan).

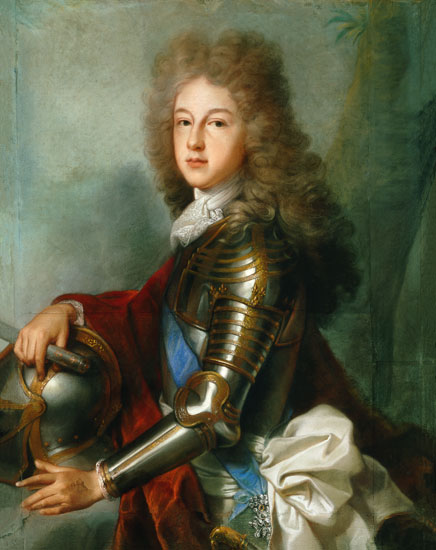
Le duc Philippe d'Anjou, prétendant français, successeur reconnu par Charles II.
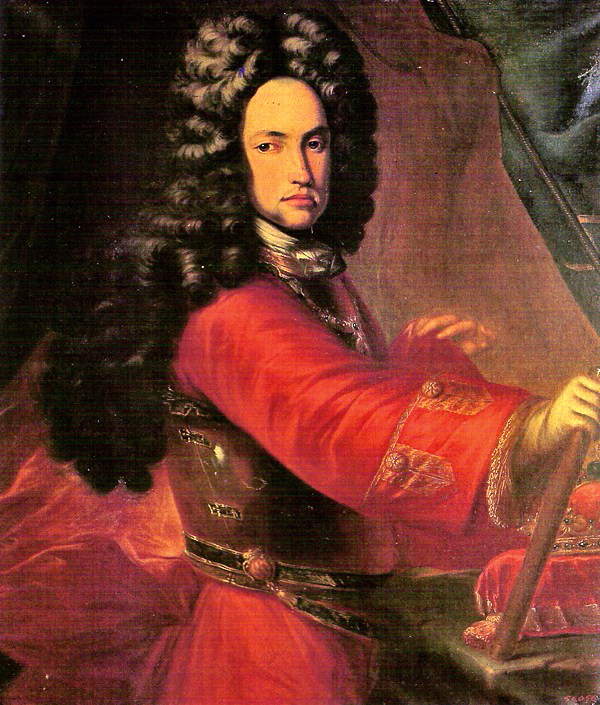
L'archiduc Charles de Habsbourg, prétendant autrichien, reconnu par les royaumes péninsulaires d'Aragon.

Le traité comprenait aussi une clause interdisant une union personnelle entre le Saint-Empire romain germanique et les couronnes espagnoles ; Léopold Ier refuse donc l'entente car il souhaitait que son fils l'archiduc Charles hérite de son empire.
Informé de ces tractations qui vont à l'encontre de son souhait d'un legs non divisible, le roi d'Espagne sollicite d'abord l'avis de son Conseil d’État (dominé par le parti national castillan, mais surtout dirigé par le cardinal Portocarrero qui avait une grande ascendance sur Charles II), puis particulièrement le pape Innocent XII. Au bout du compte, on le convainc qu'un Français serait le plus apte à préserver l'unité de ses possessions. Quant au pape, il espérait ainsi, à tort, préserver la paix en Europe. De ce fait, Charles amende son testament en faveur non pas du Dauphin (héritier logique, par sa mère), mais du fils de celui-ci : Philippe, duc d'Anjou, et donc petit-fils de Louis XIV et de Marie-Thérèse. Puisque le Dauphin se trouvait aussi être le prince héritier de France, il est écarté afin d'éviter qu'une même personne puisse être à la tête des deux royaumes (il va toutefois mourir en 1711, avant son père) et donc former une union personnelle.

### La mort deCharlesII
Le dernier testament de Charles II du 2 octobre 1700 fait du duc d'Anjou l'héritier unique des Espagnes à la condition expresse que l'héritage ne soit pas divisé : c'est la victoire du parti castillan sur le parti autrichien, qui était incarné par la reine (Marie-Anne de Neubourg). Or Charles II meurt le 1er novembre 1700.
Louis XIV est mis au courant le 9 novembre. Il est alors face à un dilemme :
- ou il exécute le traité de partage de mars 1700 ;
- ou bien il accepte le testament de Charles II.

Le Conseil d'en haut, consulté, est partagé :
- deux de ses membres préféreraient accepter le testament : Pontchartrain et le Dauphin ;
- deux autres conseillent de refuser : Torcy et Beauvilliers.

Madame de Maintenon, consultée en dernier lieu, est d'avis d'accepter. Le roi ne se prononce pas aussitôt : ce n'est qu'après avoir reçu d'autres courriers de Madrid qu'il accepte le testament et présente le duc d'Anjou à la cour sous son nouveau titre, le 16 novembre 1700 : « Messieurs, voici le roi d'Espagne ».
Les avantages de ce choix sont la neutralisation définitive de l'Espagne, grande puissance maritime et coloniale (« il n'y a plus de Pyrénées »). L'Espagne sera de fait l'alliée de la France jusqu'à la Révolution (sauf pendant la guerre de la Quadruple-Alliance, sous l'influence du cardinal Giulio Alberoni, guerre de l'Espagne contre la France et l'Angleterre en 1719 qui mena à l'échec des fiançailles de la fille de Philippe V avec Louis XV en 1725). Un autre avantage est l'apparente ouverture du marché américain à la France.
Les inconvénients de ce choix sont clairs : toute l'Europe se sent menacée par l'alliance dynastique de la France et de l'Espagne, d’autant plus forte que, par lettres patentes du 1er février 1701, Louis XIV reconnaît le droit de Philippe V à succéder à la couronne de France, rendant prévisible un conflit européen.
Philippe, âgé de 17 ans, est couronné à Madrid sous le nom de Philippe V.

## La formation de la Grande Alliance

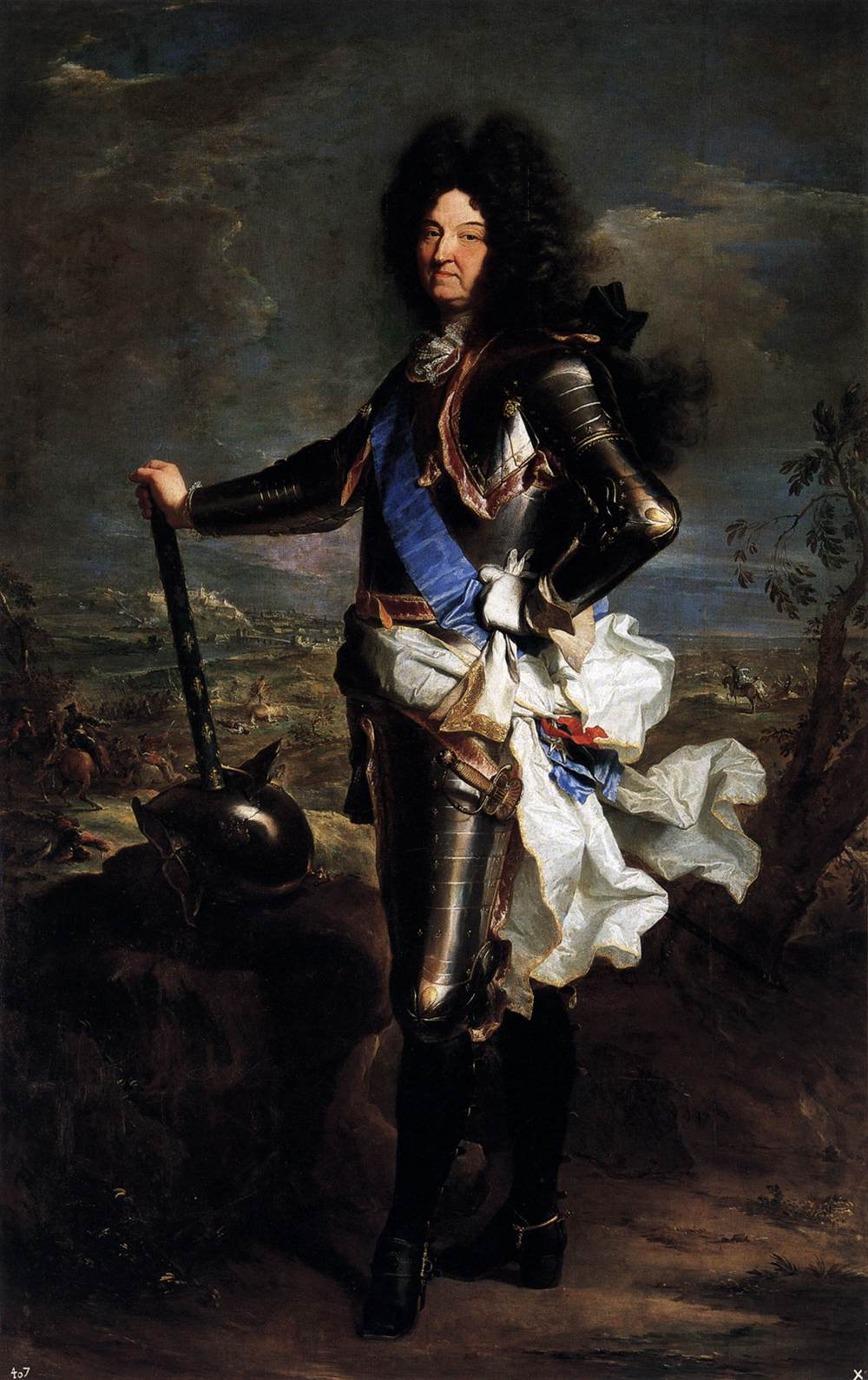
Louis XIV.

La décision de Louis XIV de reconnaître les droits de Philippe V à succéder à la couronne de France peut paraître comme une provocation aux yeux des autres puissances. Elle ne participe pas à l'apaisement des tensions. Mais ce qui va donner le prétexte aux autres puissances est l'occupation des possessions espagnoles par les troupes françaises. En février 1701, des troupes françaises occupent les places de la barrière au détriment des Provinces-Unies, et entreprennent une amélioration du réseau défensif des Pays-Bas espagnols. Les autres puissances dénoncent cette nouvelle provocation, notamment l'empereur Léopold de Habsbourg. Le 9 mars 1701, Maximilien-Emmanuel de Wittelsbach, électeur de Bavière, signe un traité d'alliance avec la France et il est rapidement suivi par son frère, Joseph-Clément de Wittelsbach, électeur de Cologne et évêque de Liège. Louis XIV obtient également l'alliance du duc de Savoie qui autorise le libre passage à travers ses États et donne l'appui de son armée. Malgré les provocations françaises, la Grande-Bretagne, puis les Provinces-Unies reconnaissent Philippe V comme roi d'Espagne. L'Angleterre décide dans un premier temps de rester loin du conflit, car le peuple britannique désire désespérément la paix. La Chambre des communes a imposé à Guillaume III une réduction drastique de son armée de terre : limitée à 7 000 hommes. La Grande-Bretagne ne peut donc pas rivaliser avec la France et ses 250 000 soldats. Le 18 juin 1701, le Portugal signe un traité d'amitié avec la France et l'Espagne. La France peut également compter sur l'appui du pape Clément XI qui reconnaît Philippe V et envoie des subsides pour lutter contre l'Angleterre protestante.
La guerre se porte rapidement en Italie, les Français tentant d'y gagner les différents princes. Louis XIV y a envoyé Catinat. Il doit protéger le duché de Milan. Léopold de Habsbourg envoie le prince Eugène de Savoie en Italie. Ce dernier traverse les États de Venise et remporte une victoire à Carpi. Villeroy remplace Catinat mais il est également battu à Chiari le 1er septembre 1701. Les succès militaires des Habsbourg se doublent de succès diplomatiques puisque le 7 septembre 1701 est signé le traité de La Haye ou de « Grande Alliance » entre l'empereur, la Grande-Bretagne, les Provinces-Unies et la Prusse, nouvellement érigée en royaume. L'empereur devait obtenir une partie de l'héritage espagnol, en particulier le duché de Milan et les royaumes de Naples et de Sicile. Les puissances maritimes obtiennent des garanties sur leurs conquêtes coloniales. Les Pays-Bas formeraient une barrière pour les Provinces-Unies. La Saxe, la Hesse-Cassel, le Hanovre et les princes-électeurs de Trèves et de Mayence se rangent aux côtés de la Grande Alliance. Malgré la pression sur les Bourbon, Louis XIV réalise une nouvelle provocation en reconnaissant, à la mort du prétendant Stuart Jacques II le 16 septembre 1701, son fils Jacques III comme roi d'Angleterre, d'Écosse et d'Irlande. Les relations diplomatiques entre la France et l'Angleterre sont rompues. Puis c'est l'Autriche que Louis XIV froisse quand il pousse Philippe V à épouser le 2 novembre 1701 Marie-Louise-Gabrielle de Savoie ; son frère, le duc de Bourgogne, avait déjà épousé la sœur de Marie-Louise. Les deux sœurs ayant épousé les deux frères, cela devait dans l'esprit des politiques lier la Savoie à la France contre l'Empire,.
Le 15 mai 1702, l'Angleterre, les Provinces-Unies et l'Autriche déclarent officiellement la guerre à la France et au nouveau roi des Espagnes. Le Saint-Empire suit la même démarche en septembre 1702. Les forces militaires terrestres sont à peu près équivalentes dans chaque camp. En outre, les armées anglaises et néerlandaises peuvent recruter de nombreux soldats et mercenaires allemands pour compléter leurs forces. De son côté, l'Autriche entraîne dans la guerre le Brandebourg et le Hanovre qui lui fournissent des contingents et bénéficie de subsides provenant des puissances maritimes, ce qui permet la constitution d'une armée d'Empire de 130 000 hommes. En revanche, la Grande Alliance bénéficie d'une large supériorité maritime. Le seul atout en la matière pour la France est son potentiel de corsaires qui vont se distinguer durant le conflit.

## Une guerre indécise
Jusqu'en 1704, la France conserve l'initiative stratégique. Les alliés, dans un premier temps, tentent d'empêcher l'invasion des Provinces-Unies par les troupes françaises. Ils occupent les forteresses du duché de Gueldre et de l'électorat de Cologne. Joseph-Clément, chassé de ses États, trouve refuge en France.
Sur le Rhin, les Autrichiens et Impériaux tentent de contenir les forces françaises et d'isoler la Bavière mais Villars remporte une victoire sur Louis de Bade à Friedlingen le 14 octobre 1702. Il s'empare ensuite de Kehl et réalise la jonction de ses troupes avec les troupes bavaroises en mai 1703. Bavarois et Français tentent, sans succès, de couper les lignes de communication entre l'Autriche et l'Italie, en lançant une offensive conjointe, mais malheureuse, sur le Tyrol. Villars stoppe une offensive des Impériaux à Höchstädt, sauvant ainsi la Bavière. Il parvient même à prendre Passau en janvier 1704. Dans le même temps, Tallard prend Vieux-Brisach le 6 septembre 1703. Dans le même temps, l'empereur doit faire face à la révolte des Malcontents en Hongrie, financée par Louis XIV. L'Autriche est gravement menacée si bien que l'empereur rappelle Eugène de Savoie à Vienne avec le titre de président du Conseil de la guerre.
En Italie, le duc de Vendôme remplace Villeroy et repousse les Autrichiens au-delà du Pô. Son armée affronte celle d'Eugène de Savoie à Luzzara le 15 août 1702. La bataille est indécise mais la ville devient française. Vendôme échoue dans sa tentative de jonction avec les Franco-Bavarois dans le Tyrol. Malgré les victoires françaises, le duc de Savoie Victor-Amédée II signe un traité le 8 novembre 1703 avec l'empereur, abandonnant le camp français. Il devait recevoir un subside mensuel ainsi que le Montferrat, Alexandrie, Valsesia et Vigevano dans le duché de Milan. Tessé occupe une partie de la Savoie et désarme l'armée piémontaise.
Sur les mers, les premières tentatives des coalisés pour obtenir une base navale, sont repoussées, notamment à Cadix en août 1702 et à Carthagène en septembre. Le 23 octobre, la flotte anglo-hollandaise remporte une bataille décisive à Vigo où les Espagnols venaient de décharger les cargaisons de 20 vaisseaux en provenance des Indes occidentales. Les alliés obtiennent la défection du Portugal : le traité de Lisbonne (es), volet militaire du traité de Methuen, signé le 16 mai 1703, garantit au Portugal la protection alliée, des villes en Espagne et un territoire en Amérique. En échange, le Portugal reconnaît l'archiduc Charles, fils cadet de l'empereur, comme roi d'Espagne, et consent à le recevoir à Lisbonne. À la suite de cet accord, les ports portugais accueillent les navires alliés, et le pays devient le centre opérationnel des armées alliées dans la péninsule. En 1704, les Portugais rappatrient une partie des troupes établies dans la colonia del Sacramento brésilienne en vue d'opérations de grande ampleur dans la péninsule.

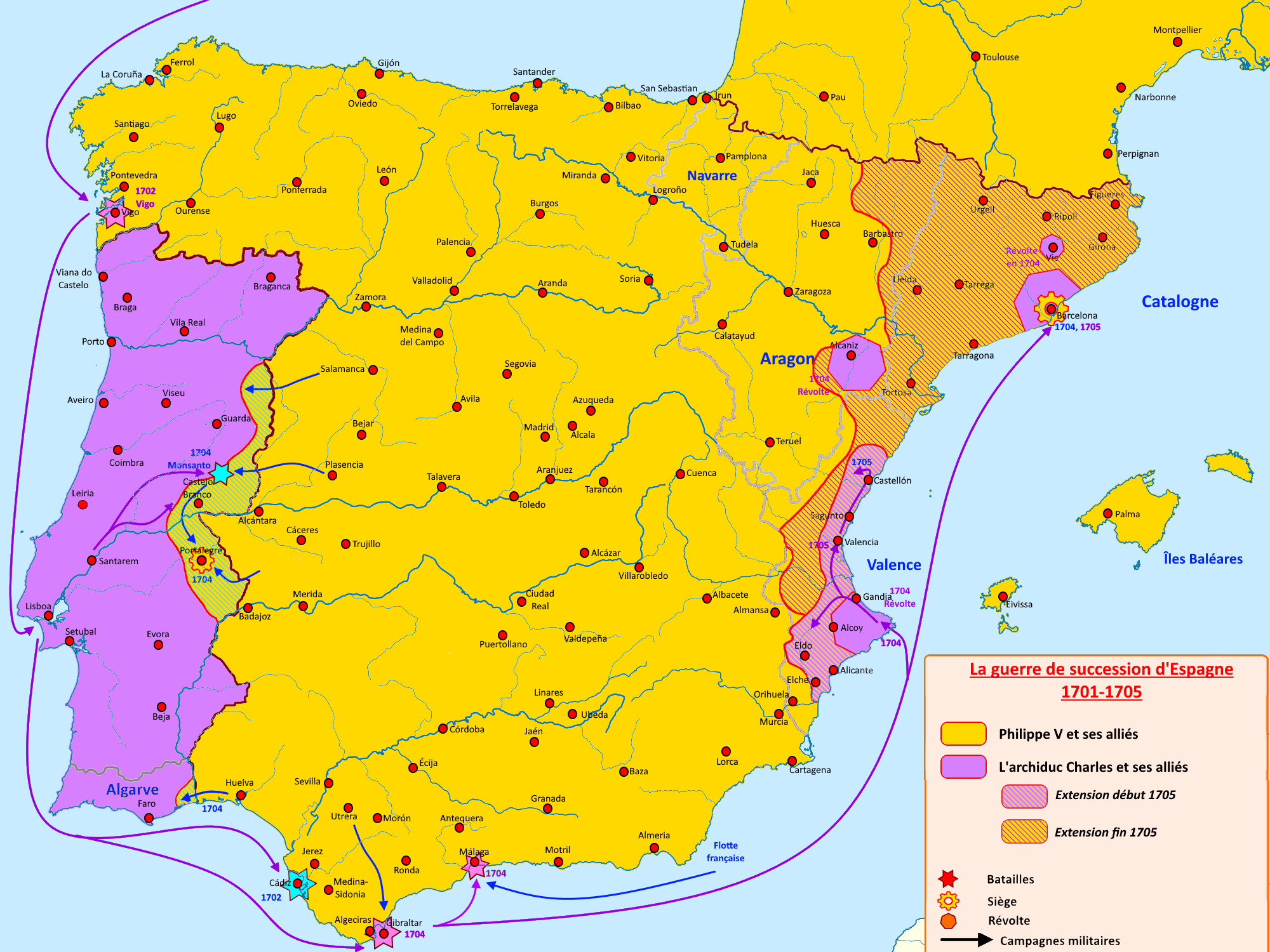
La guerre de succession d'Espagne dans la péninsule, 1701-1705.

## Le retournement
Le 12 septembre 1703, l'empereur renonce à la couronne d'Espagne pour lui et son fils aîné. Il revendique l'ensemble de l'héritage espagnol pour son fils cadet Charles de Habsbourg. Ce dernier, reconnu roi d'Espagne par les puissances maritimes, parvient à Lisbonne en mars 1704 mais les tentatives d'invasion du territoire castillan s'avèrent vaines. En revanche, le 4 août 1704, la flotte de l'amiral Rooke s'empare du rocher de Gibraltar dans le sud de l'Espagne. Une flotte française sous le commandement du comte de Toulouse tente de reprendre Gibraltar, mais elle est arrêtée à Malaga le 24 août. Avec Lisbonne et Gibraltar, les alliés disposent de solides points d'appui dans la péninsule Ibérique.
Devant les difficultés de l'empereur, le duc de Marlborough lance l'offensive en direction du sud du Saint-Empire. Il rejoint Eugène de Savoie. L'armée des coalisés remporte une première victoire à Schellenberg le 2 juillet 1704 sur l'armée franco-bavaroise, pourtant renforcée par les armées de Villeroy et Tallard. Elle pénètre ensuite en Bavière qui subit alors les pillages. La rencontre décisive a lieu le 13 août 1704 à Blenheim et se solde par une terrible défaite pour la France. La Bavière est désormais occupée et administrée par les troupes autrichiennes. Les troupes françaises perdent l'initiative sur le continent. Le prince Eugène décide de profiter de cet avantage pour venir à bout des Malcontents en Hongrie, dirigés par François Rákóczi, toujours soutenus par la France. Les troupes impériales sont victorieuses à Nagyszombat (en) puis à Zsibo (en), mais ne parviennent pas à mettre fin à la guerre d'indépendance hongroise.
Le duc de Marlborough tente quelques incursions dans les Pays-Bas, mais les divergences entre alliés handicapent le général britannique. Au sud, en revanche, les armées françaises, victorieuses à Cassano et Calcinato, s'emparent de Nice en 1705. Le point faible du dispositif franco-espagnol se situe en Catalogne. En effet, les alliés vont utiliser les inquiétudes catalanes vis-à-vis de la centralisation des Bourbons pour s'implanter en Espagne. Une flotte britannique débarque un corps expéditionnaire sous les ordres de Peterborough à Barcelone. La ville tombe le 14 septembre 1705 puis la Catalogne se soumet. Charles III fait de Barcelone la capitale de son gouvernement. Philippe V est menacé par l'est et par l'ouest. Louis XIV est inquiet et cherche une issue diplomatique au conflit, sans succès.

## Victoires des coalisés et épuisement des belligérants

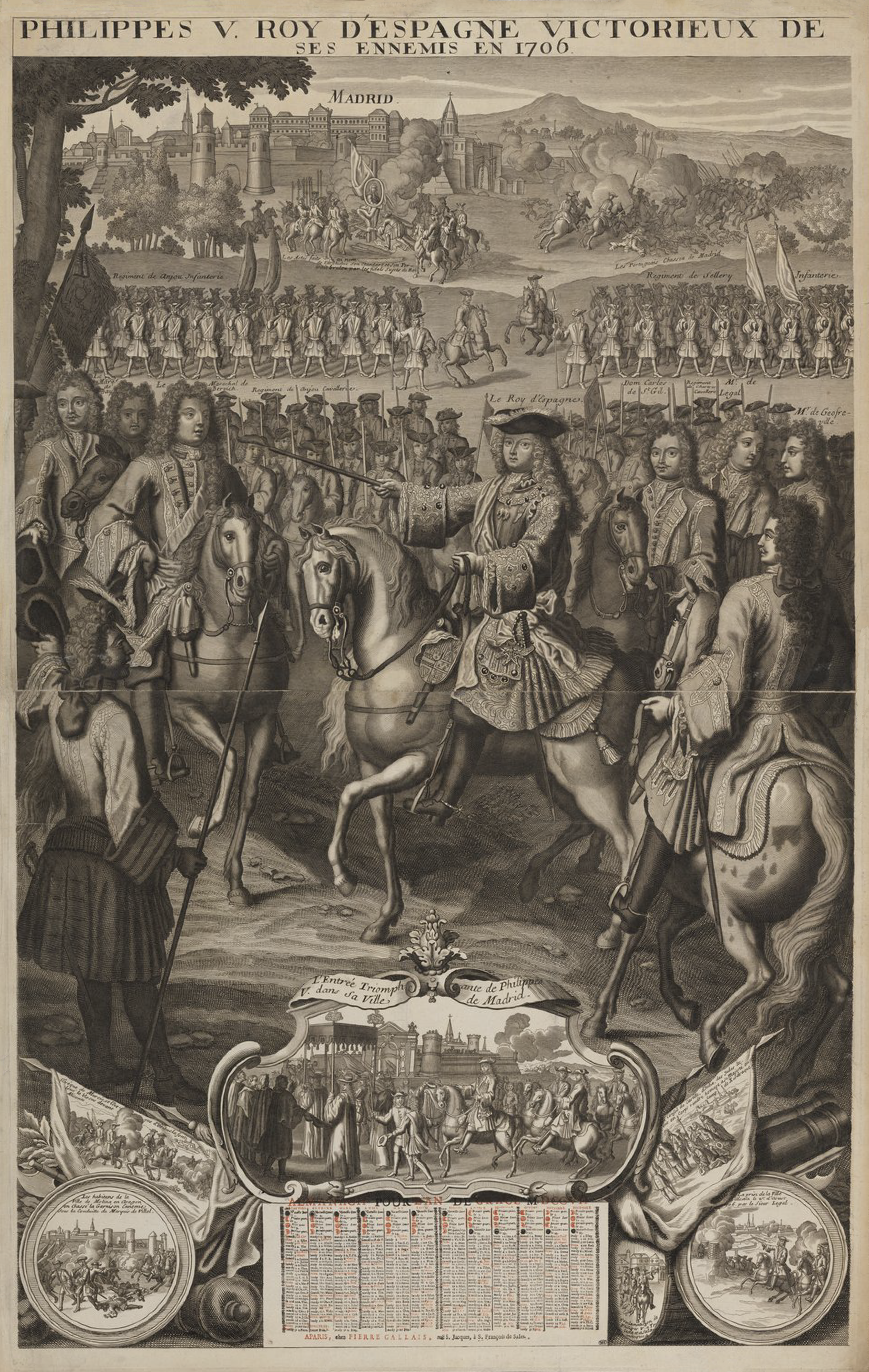
Philippes V. Roy d'Espagne victorieux de ses ennemis en 1706.

En 1706, la France subit deux lourdes défaites : le 23 mai à Ramillies (puis le 7 juillet à Ostende), Marlborough se rend maître des Pays-Bas espagnols, et, le 7 septembre à Turin, le prince Eugène met fin au siège de la ville et expulse les Français d'Italie. La prise de Madrid le 25 juin 1706 par l'armée portugaise menée par le marquis des Minas, renforcée par des bataillons anglais et néerlandais commandés par Henri de Massué, permet à Charles de Habsbourg d'être proclamé roi dans la capitale historique espagnole. Mais l'intervention énergique de la France et la défaite des coalisés le 25 avril 1707 à la bataille d'Almansa, qui rétablit Philippe V sur le trône, ne lui permet pas d'exploiter sa position. Une tentative du prince Eugène de prendre Toulon la même année échoue. En 1708, la victoire des coalisés à Audenarde leur ouvre la route de la France : Lille est prise le 28 octobre puis l'armée commandée par Boufflers capitule après un long siège de la Citadelle.
En décembre 1708, Louis XIV demande la paix, mais la coalition exige l'abandon de Philippe V et la collaboration du roi de France aux opérations qui doivent chasser d'Espagne son petit-fils. Louis XIV, offusqué, repousse ces conditions humiliantes et lance un appel à ses sujets, leur expose la situation le 12 juin 1709 et rappelle le duc de Villars à l’État-major. C'est à ce moment que le rapport de forces bascule : à Malplaquet, l'armée française commandée par Villars, bien que vaincue tactiquement, inflige de telles pertes aux Anglo-Prussiens qu'elle les oblige à se replier et à abandonner l'invasion de la France. En 1710, à la bataille de Brihuega et à la bataille de Villaviciosa, en Espagne, les forces britanniques et autrichiennes sont battues, sauvant le trône de Philippe V. L'année suivante, à Denain, le maréchal de Villars remporte sur les forces impériales et néerlandaises une victoire qui permet à Louis XIV de repasser à l'offensive dès 1713, lorsque les armées françaises, menées par Villars, repassent le Rhin et prennent Fribourg-en-Brisgau.

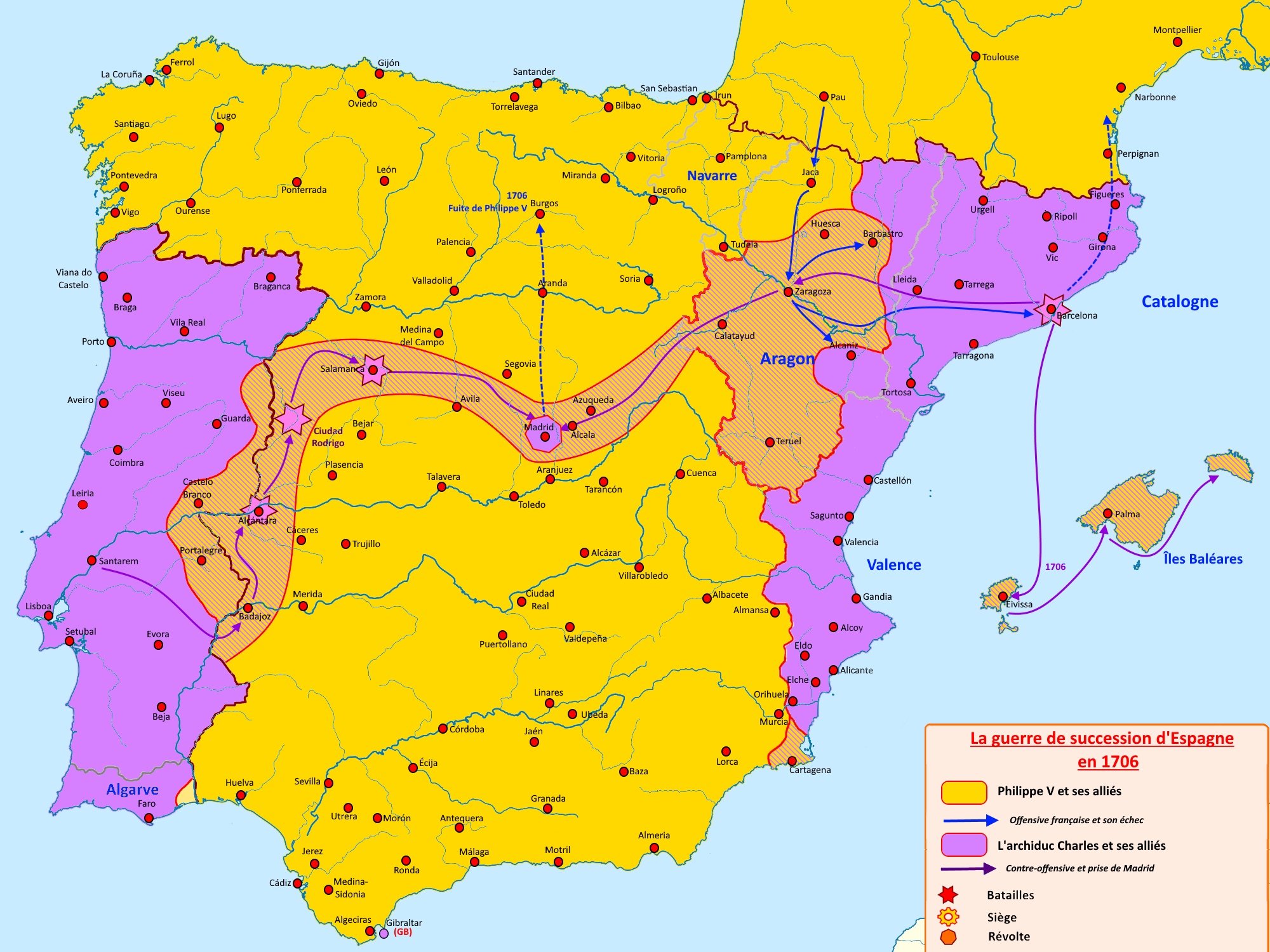
Carte de la guerre de succession d'Espagne en 1706.
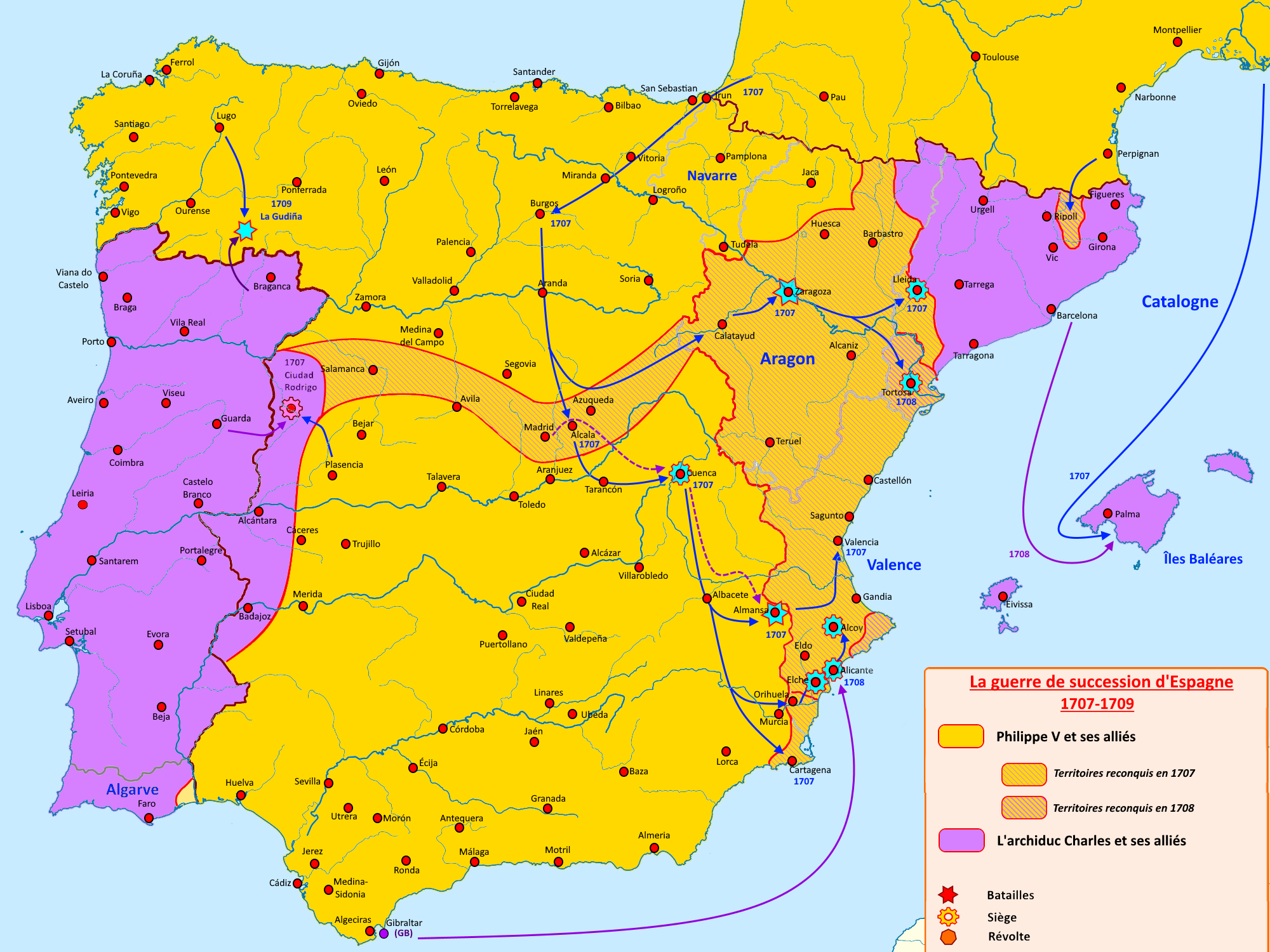
Carte de la guerre de succession d'Espagne de 1707 à 1709.
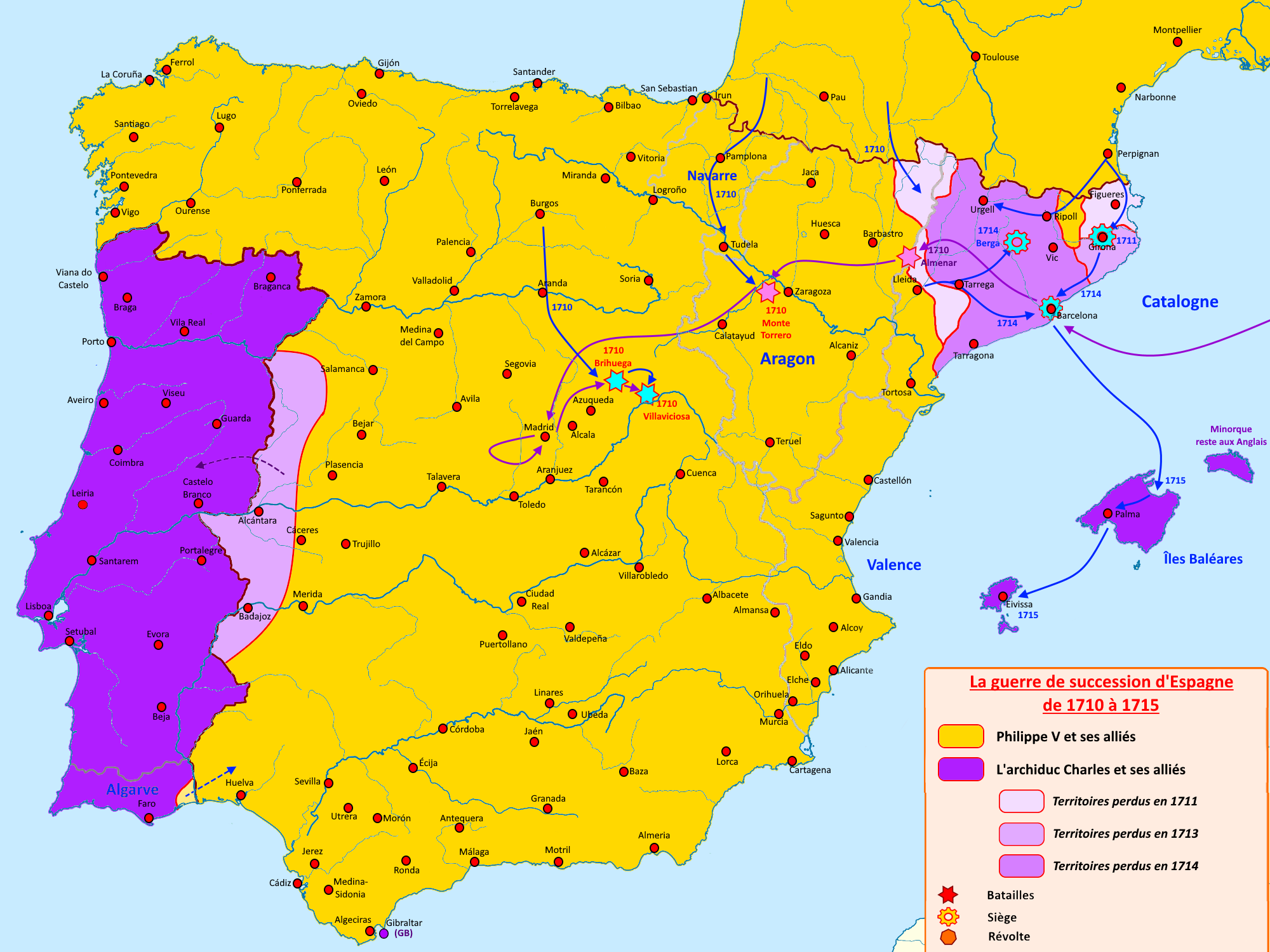
Carte de la guerre de succession d'Espagne de 1710 à 1715.

Le coût de la guerre commence à peser sur les coalisés, et la situation politique évolue favorablement pour Louis XIV : en Grande-Bretagne, le pacifisme progresse, les Britanniques supportant mal les lourdes contributions financières nécessaires à l'entretien de leurs forces et de celles de leurs alliés. Au Portugal, tirant les leçons des années de guerre écoulées, Jean V a engagé une réforme et une modernisation en profondeur coûteuse de son armée, qui l'amène à remanier son état-major et la composition de ses troupes, notamment en remplaçant le vieux système des tercios par celui des ordonnances portugaises.
Toute l'Europe est épuisée, cet épuisement ouvrant la voie à la mise en œuvre d'une solution diplomatique. Au congrès d'Utrecht, qui réunit les belligérants depuis janvier 1712, chacun essaie de trouver une sortie honorable. Philippe V conserve le trône d'Espagne, tout en devant renoncer au trône de France, pour lui et pour sa descendance. La France conserve les précédentes conquêtes de Louis XIV (Flandre française, Roussillon, Lille, Artois, Franche-Comté, Alsace). En Amérique, elle cède l'Acadie, rend Terre-Neuve et la baie d'Hudson à la Grande-Bretagne. En outre, elle doit procéder au démantèlement du port de Dunkerque, principale base corsaire. Elle perd également le monopole de l'asiento, obtenu au début du conflit, qui concerne principalement le droit de pratiquer la traite des noirs dans les colonies espagnoles d'Amérique, au profit de l'Angleterre. L'Espagne cède Gibraltar et Minorque à l'Angleterre. En outre, la France cède la forteresse d'Exilles et la vallée d'Oulx à la Savoie et reçoit en échange la vallée de Barcelonnette. Les combats cessent définitivement en 1713, après une campagne militaire en Allemagne victorieuse pour Louis XIV. Une année après la signature du traité d'Utrecht, est signé le 6 mars 1714 le traité de Rastatt. Pour l'Autriche, ce traité marque un agrandissement de ses États héréditaires au détriment de sa puissance impériale, mais les Habsbourg renoncent à la couronne d'Espagne et des Amériques. Leur redressement est d'ailleurs temporaire. Dès 1738, ils rendent Naples et la Sicile à Charles III d'Espagne, fils de Philippe V, à l'issue de la guerre de Succession de Pologne.

L'Europe avant et après la guerre de Succession d'Espagne
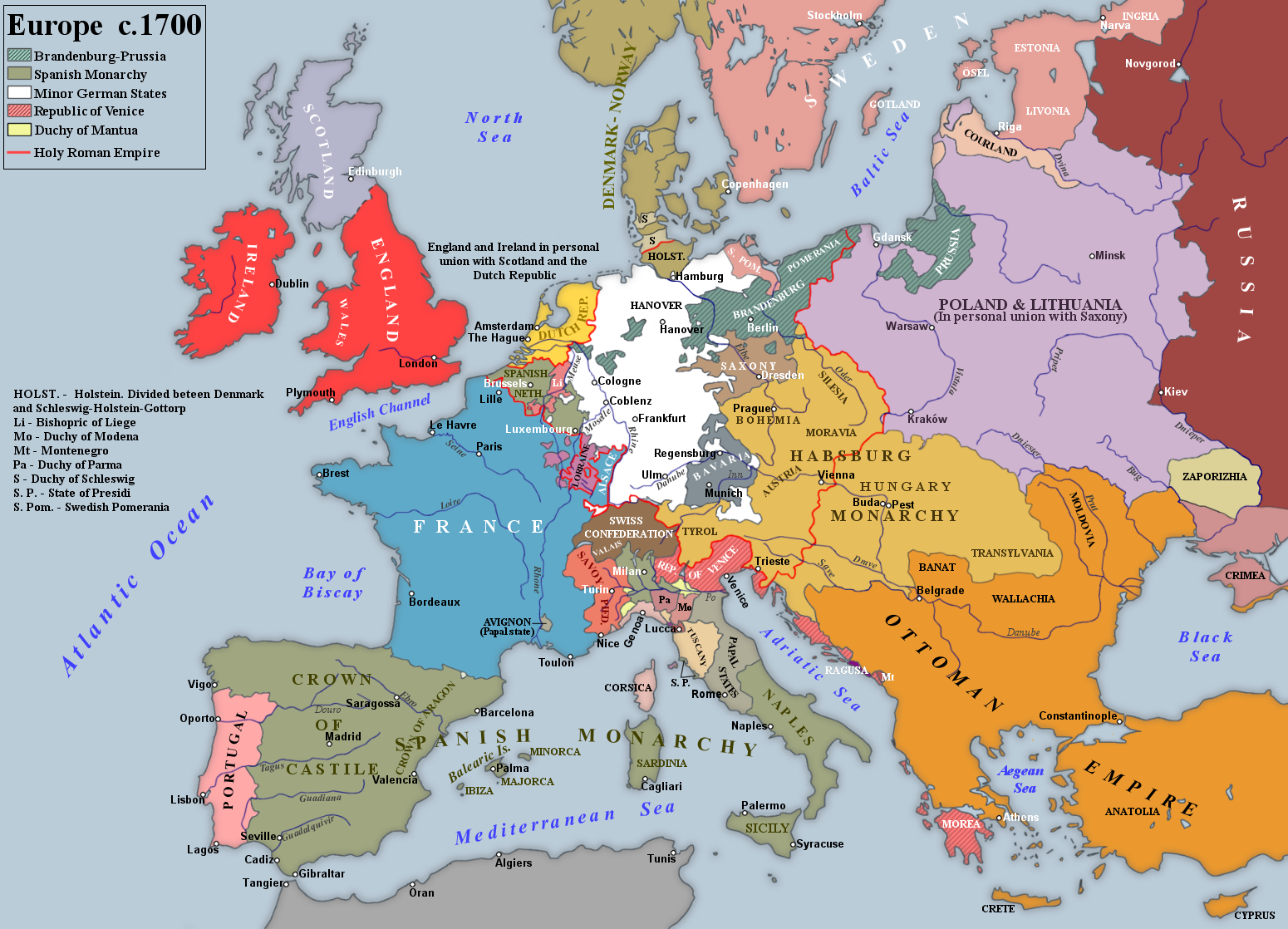
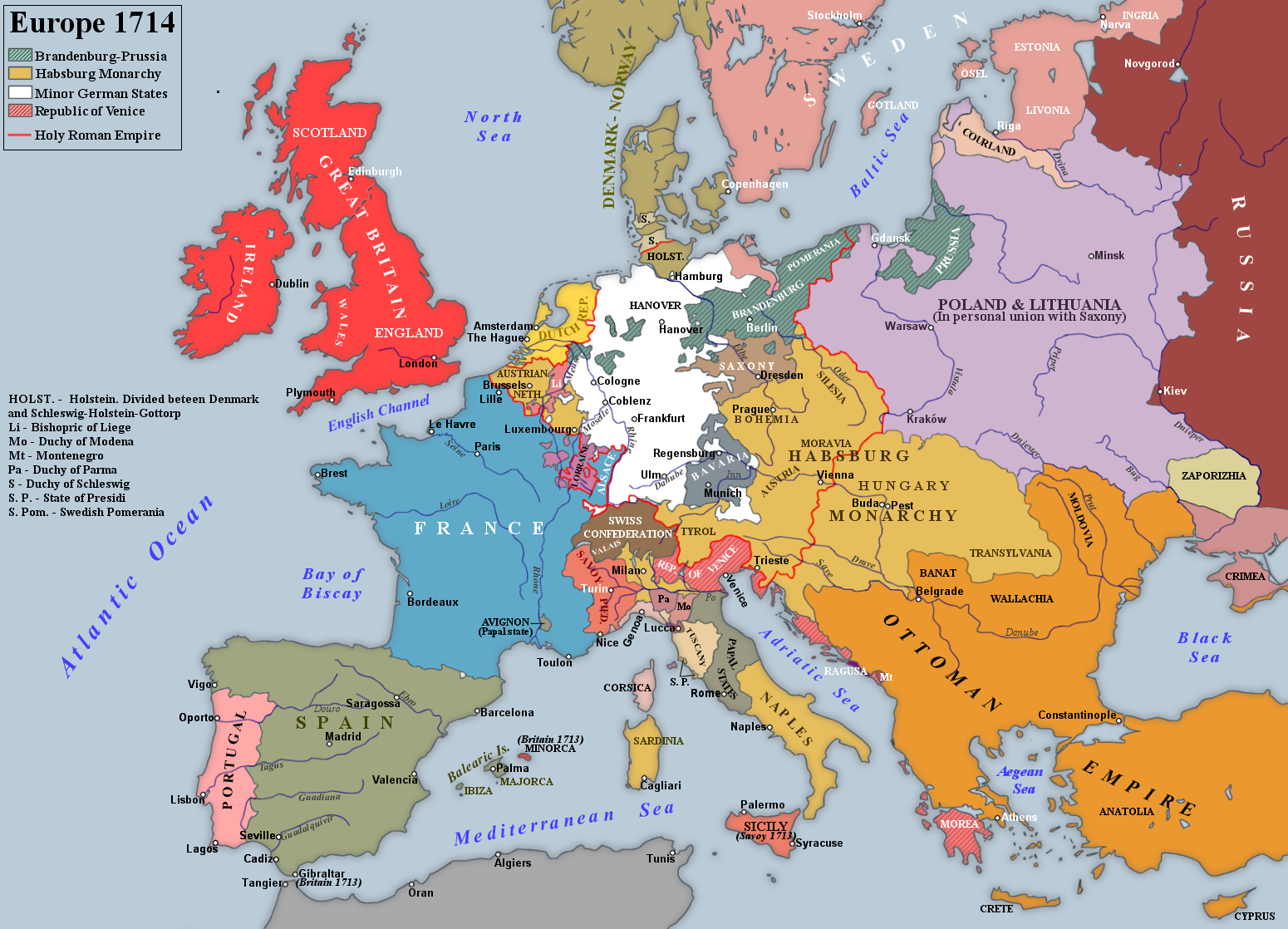

## Un tournant dans l'histoire européenne
La guerre de succession d'Espagne a profondément marqué l'évolution du rapport des forces entre les puissances européennes. La Grande-Bretagne s'est affirmée comme l'une des puissances majeures en Europe, notamment en raison de nouveaux avantages outre-mer ; de plus, elle a affirmé sa suprématie sur les mers. En outre, son développement économique et son système fiscal efficace lui assurent une force financière remarquable qui lui permettront ensuite de largement financer des alliés en Europe et de recruter de nombreux contingents militaires en Allemagne en temps de guerre. En tant que puissance maritime, elle supplante ainsi les Provinces-Unies, affaiblies par leur effort militaire constant contre la France. Ainsi, dès le début du XVIIIe siècle, la diplomatie britannique s'affirme comme l'une des plus actives du continent.
L'Espagne rompt définitivement un passé de deux siècles de liens familiaux avec l'Autriche et devient une puissance secondaire en Europe. Si la France demeure la première puissance politique, démographique et militaire du continent, elle perd sa réputation d'invincibilité sur terre et si son territoire colonial reste plus important que celui de la Grande-Bretagne, « le sceptre de l'empire des mers » lui est définitivement enlevé, ses finances sont très durement touchées par la formidable hausse des dépenses de guerre (un pic de 500 millions de livres tournois dépensé pour une centaine de millions de recettes à la déclaration de guerre). Les deux décennies qui suivent la fin de la guerre sont marquées par la faiblesse de la diplomatie française et du recul de son influence en Europe. En revanche, elles sont aussi celles d'un essor économique sans équivalent durant le règne de Louis XIV, qui permet au royaume exsangue de reconstituer ses forces[réf. incomplète].
Avec ses victoires spectaculaires contre les Turcs et sa participation importante à la guerre contre Louis XIV, l'Autriche acquiert une incontestable place de grande puissance ainsi que des territoires qui augmentent fortement son rayon d'action. Toutefois, cette montée en puissance masque mal certaines fragilités : l'apparition de rivaux (notamment le Brandebourg et le Hanovre) au sein du Saint-Empire, l'absence d'une marine puissante au moment où elle doit défendre des territoires éloignés, et un système administratif et fiscal peu efficient qui la place dans une situation de dépendance financière vis-à-vis de ses alliés. Ces dysfonctionnements expliqueront ensuite ses échecs et son recul dans les années 1730 et au début des années 1740 et ne disparaîtront qu'avec les réformes de Marie-Thérèse[réf. incomplète].
À Utrecht, le statut royal de la Prusse est reconnu ; la Savoie reçoit le royaume de Sicile, tandis que le traité sanctionne l'affaissement de la puissance économique et maritime des Provinces-Unies qui, depuis 1672, étaient au centre des coalitions anti-françaises.
En douze ans de guerre, les équilibres géopolitiques du continent ont ainsi été profondément modifiés. La France et l'Espagne sont désormais liées par un lien dynastique. La Grande-Bretagne, alliée des deux nations à la fin de la guerre, apparaît comme le nouveau danger pour la France et son empire colonial (c'est ce que Louis XIV décèle immédiatement, estimant qu'il est temps de mettre fin à l'opposition séculaire avec les Habsbourg), liant à ses intérêts l'Espagne. Dans ces conditions se dessine déjà assez naturellement la perspective d'une sorte de grande alliance continentale face aux intérêts britanniques.
La mort de Louis XIV en 1715 ne permet pas à ce scénario de voir le jour. La paix très fragile qu'entretiendront tant bien que mal Français et Britanniques jusqu'en 1756 donne la mesure de l'aspect peu naturel de cette alliance. En fait, la guerre de Succession d'Autriche (1740-1748) conserve encore le jeu traditionnel des alliances, elle laisse donc la Grande-Bretagne prospérer tandis que les puissances continentales se déchirent.

## Chronologie
- 16 novembre 1700 : Philippe d'Anjou devient roi d'Espagne.
- février 1701 : la France envahit les Pays-Bas espagnols.
- 9 juillet 1701 : le prince Eugène force le maréchal de Catinat à la retraite à la bataille de Carpi.
- 1er septembre 1701 : le prince Eugène bat le maréchal de Villeroy à la bataille de Chiari.
- 2 février 1702 : le maréchal de Villeroy est fait prisonnier à la bataille de Crémone.
- 8 mars 1702 : mort de Guillaume III d'Angleterre.
- 15 juin 1702 : reddition des Français à Keyserswert (électorat de Cologne), après un siège de six semaines.
- 15 août 1702 : le prince Eugène manque de remporter la victoire sur Louis Joseph de Vendôme à la bataille de Luzzara.
- 10 septembre 1702 : prise de Landau par le prince Louis de Bade.
- 1702 : le royaume d'Angleterre, le Saint-Empire romain germanique et les Provinces-Unies déclarent la guerre à la France.
- 1703 : prise de Bonn par le duc de Marlborough.
- 13 août 1704 : bataille de Blenheim ou de Höchstädt.
- 3 août 1704 : prise de Gibraltar par les Anglo-Hollandais.
- 9 octobre 1705 : prise de Barcelone par le marquis de Peterborough.
- 23 mai 1706 : bataille de Ramillies.
- 7 septembre 1706 : la bataille de Turin met un terme au siège entrepris par les Français depuis le 14 mai.
- 25 avril 1707 : bataille d'Almansa.
- 8 mai 1707 - 6 juin 1707 : siège de Xàtiva.
- 11 juillet 1708 : bataille d'Audenarde.
- 15 août 1708 : prise de la Sardaigne par l'amiral britannique John Leake[19],[20],[21].
- 21 septembre 1708 : prise de Minorque.
- 28 septembre 1708 : bataille de Wijnendale.
- 28 octobre 1708 : prise de Lille.
- 11 septembre 1709 : bataille de Malplaquet.
- 1709 : prise de Tournai.
- juin 1710 : siège de Douai, perdu par la France.
- 27 juillet 1710 : les troupes de Philippe V sont vaincues par Charles de Habsbourg à la bataille d'Almenar.
- 20 août 1710 : victoire décisive des Anglo-Aragonais à Saragosse.
- 8 décembre 1710 : bataille de Brihuega.
- 10 décembre 1710 : Louis Joseph de Vendôme remporte la bataille de Villaviciosa.
- 1711 : après la mort de son frère Joseph Ier, Charles de Habsbourg devient empereur et archiduc d'Autriche.
- 24 juillet 1712 : bataille de Denain.
- 1713 : siège de Douai, reprise par les Français.
- 1713 : traité d'Utrecht.
- 1713 : siège de Barcelone.
- 1714 : traité de Rastatt.